# Мароканска писма (роман)
Мароканска писма (шп. Cartas marruecas) је дело објављено 1789. године, чији је аутор Хосе Кадалсо и Васкес де Андраде (шп. José Cadalso y Vázquez de Andrade.) Кроз епистоларну форму, у делу се разматрају проблеми Шпаније и доводе се у питање њено друштво, историја и култура. Писано је по узору на дело Персијска писма

### О аутору
Хосе Кадалсо и Васкес де Андраде (1741-1782) био је шпански прозни писац, песник и језуитски ђак. Био је образован и говорио је петнаест језика. Био је коњички официр и витез реда Сантјага (шп. orden de Santiago). Након смрти тадашње познате позоришне глумице Марије Игнасије Ибањес  (шп. María Ignacia Ibáñez) у коју је био заљубљен, протеран је у Саламанку по наредби грофа Аранда. Кадалсо је тамо обновио Школу поезије и припадао је књижевном кружоку крчме Сан Себастијан. По избијању рата са Енглеском, погинуо је током блокаде Гибралтара 1782. године. 

### Ликови и теме
У делу се појављују  три дописника:
- Гасел (шп. Gazel)- младић из Марока који је дошао у Шпанију у пратњи амбасадора и успео да остане на полуострву.
- Нуњо (шп.Nuño)-хришћанин из Кастиље, човек у зрелим годинама и пријатељ Гасела. Помаже младићу да стекне реалну слику Шпаније и разликује тачне од нетачних информација.
- Бен-Белеј (шп. Ben-Beley), учитељ и саветник који помно проучава Шпанију из писама која добија. Потребно је издвојити њега од свих дописника јер се у својим одговорима бави питањима морала.

Теме којима се дописници баве у својим писмима су друштвена бескорисност људи који су беспослени, образовање младих, критика схоластичког система, историја Шпаније, друштвена структура, изумирање обичаја, коришћење положаја, питање части, лажна интелигенција, корупција, полигамија. Истичу се дебате везане за пријатељство и постхумну славу. Као главна нит дела истиче се људска врлина.
„Глас врлине прелази мора, поништава раздаљине и продире у свет величанственије од сунчеве светлости јер она уступа део своје царевине ноћној тами, док се глас врлине ниједног тренутка не помрачује." 

Мароканска писма, писмо I 

### Структура и стил
Дело се састоји од 90 писама и свако од дописника даје своје мишљење на одређену тему, и схватања им се често не поклапају. Самим тим, дело карактерише објективност и читаоцу се пружа прилика да сам одабере оно што сматра коректним. У делу се такође примећују и егзотични елементи. Ипак, поред објективности, дело је прожето патриотизмом и аутор се у великој мери служи иронијом. Овим одликама дела писац је унео новитете у шпанску књижевност.

### Издања и преводи
Дело је објављено постхумно, али се сматра да су пре тога поједини делови били доступни одређеном кругу људи. Познато је да има осам рукописа, а након седам година од смрти писца објављени су у тадашњем часопису Correo de Madrid.
1793.- Прво књишко издање 
1796.-Друго издање штампано у Барселони
Од 19. века па надаље дело је доживело најмање 15 издања, укључујући превод на француски и енглески. Међутим, Мароканска писма доживљавају успех тек 1917. године, када је ново издање донело и критику дела.
Године 2011. издавачка кућа „Утопија" објавила је превод на српски језик. Дело је са шпанског превела Биљана Исаиловић, а од додатних текстова, превод садржи аутобиографију писца и књижевни протест издавача Мароканских писама из 18. века.